# Моуган
Моуган или Морган (англ. Meugant, Mawgan, Morgan, + VI) — святой из Корнуолла. День памяти — 13 сентября.  

## Биография
Святой Моуган основывал монастыри, воздвигал храмы и кресты в Уэльсе и Бретани совместно со святыми Кадоком, (память 25 сентября) и Бриаком (память 1 мая).

## Тропарь св. Моугану, глас 4
Renowned for thy fatherly teaching/
and the tirelessness of thy missionary endeavours, O Father Mawgan,/
thou art the inspiration of all who call on thee./
Entreat Christ our God that He would spare us to serve Him alone/
and thus attain the rewards of the Blessed.